# Verband der Prager Deutschen Fußball-Vereine
Der Verband der Prager Deutschen Fußball-Vereine (VdPDFV) war ein lokaler österreichischer Fußballverband für die deutschsprachigen Vereine der damals zweisprachigen böhmischen Hauptstadt Prag. Der Verband existierte in den Jahren 1900 bis 1904 und ging im Österreichischen Fußball-Verband (ÖFV) auf. Er gilt als Vorläufer des Deutschen Fußball-Verbandes für Böhmen.

## Geschichte
Der Verband wurde am 7. November 1900 durch die Vereine Prager FK Austria, FC Hellas 1900, der Fußball Sektion der Lese- und Redehalle der deutschen Studenten in Prag (kurz: Lesehalle Prag), DBC Sturm sowie den 1901 zum FC Sport-Favorit Prag fusionierten Klubs FC Favorit und F.u.AC Sport gegründet. Wenig später traten unter anderem auch der Deutsche FC und der DFC Germania dem Verband bei, die im Januar desselben Jahres bereits Gründungsmitglieder des Deutschen Fußball-Bundes gewesen waren und dort mit Ferdinand Hueppe den Präsidenten stellten. Der Prager Verband bildete sich als Gegengewicht zur Österreichischen Fußball-Union und widmete sich ausschließlich böhmischen beziehungsweise Prager Vereinen. Er vermochte sich aber nicht lange zu halten, zerbrach unter anderem an den Auseinandersetzungen mit dem DFB, dem tschechischen Verband ČSF und dem 1904 gegründeten ÖFV.
Der DFB, an dessen Spitze der Deutsche Ferdinand Hueppe, gleichzeitig Präsident des DFC Prag, stand, versuchte damals deutschsprachige österreichische Vereine „abzuwerben“, was sich unter anderem im vom 30. Mai bis 1. Juni 1903 stattgefundenen VI. Bundestag des DFB in zwei Anträgen ausdrückte: „… zu den Punkten 9 und 10 der Tagesordnung werden verschiedene beachtenswerte Vorschläge gemacht: So bittet z. B. Herr Kirmse den Verband der Prager Deutschen Fußball-Vereine, bemüht zu sein, zur Erstarkung des deutschen Fußballsports in Böhmen alle deutschen Fußballvereine Österreichs für den D.F.B. zu gewinnen zu suchen“.
Nach dem Ende des DFC Germania verblieben nur noch zwei Vereine im Verband der Prager Deutschen Fußball-Vereine, der damit nicht mehr existenzfähig war. Ende 1903 wurde ein gestellter Antrag den Verband aufzulösen abgelehnt. Hinzu kam, dass zuvor die beiden DFB-Mitgliedsvereine aus Prag samt DFB-Präsident Hueppe aufgrund des FIFA-Beitritts des deutschen Verbandes aus dem DFB hatten austreten müssen. Nach der schließlichen Verbandsauflösung schlossen sich die ehemaligen Mitgliedsvereine im November 1904 dem Österreichischen Fußball-Verband an. Dieser richtete 1911 mit dem Deutsch-Böhmischen Fußballverband einen eigenständigen Teilverband ein, der sich erneut um die Anliegen der deutschsprachigen Vereine Böhmens kümmern sollte.

## Meisterschaft
1903 wurde der Titel wegen Punktgleichheit der drei teilnehmenden Vereine Germania Prag zugesprochen und der DFC Prag wurde als Teilnehmer zur deutschen Meisterschaft gemeldet.
Saison 1901
- DFC Germania Prag

Saison 1902
- DFC Prag

Saison 1903
- DFC Germania Prag